# Rutela histrio
Rutela histrio är en skalbaggsart som beskrevs av Sahlberg 1823. Rutela histrio ingår i släktet Rutela och familjen Rutelidae. Inga underarter finns listade i Catalogue of Life.